# Gyümölcsdiéta

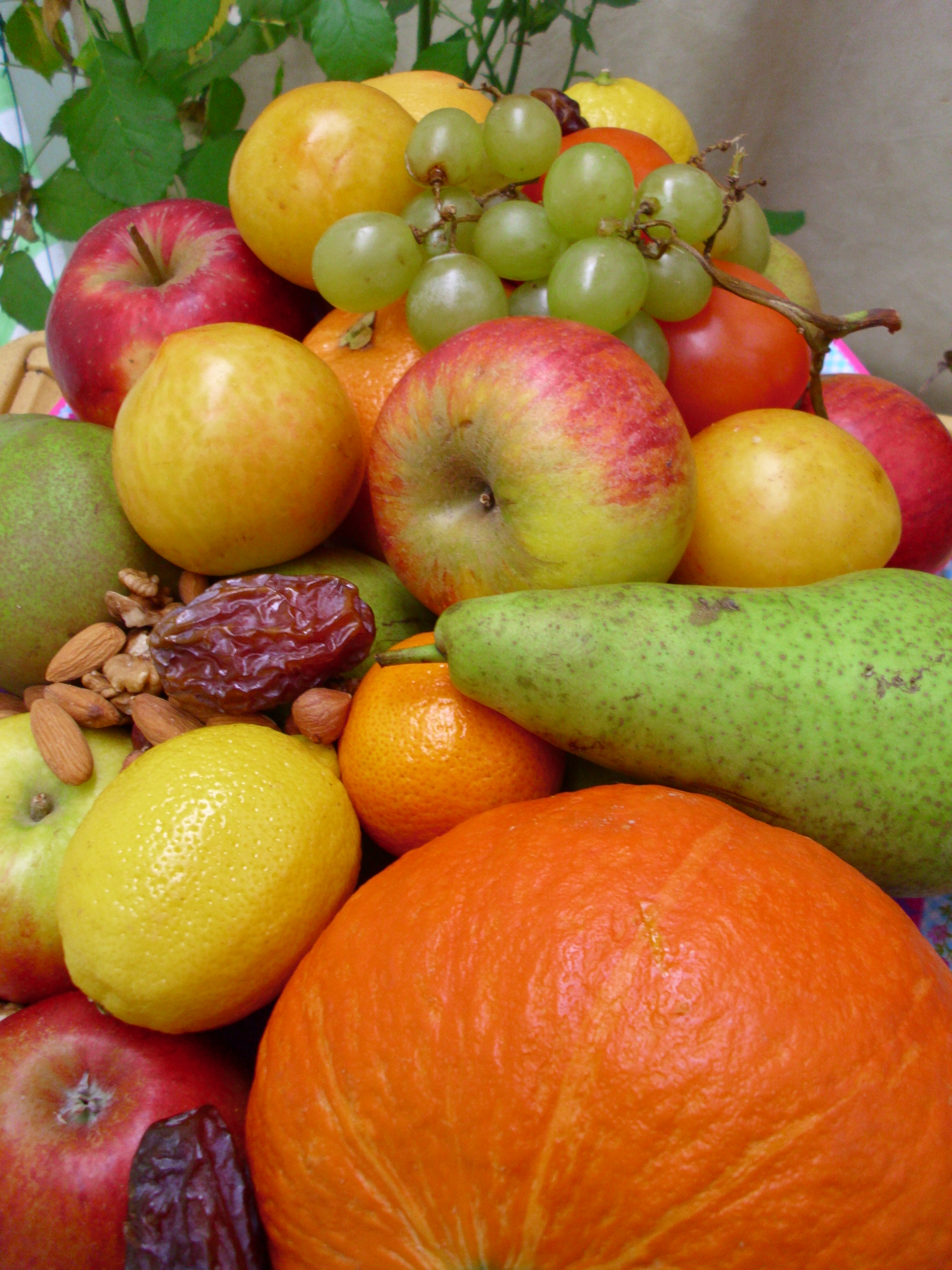
Gyümölcsdiéta: almák, szőlő, szilva, diófélék, aszalt datolya, paradicsom, citrom, mandarin, körte, sütőtök

A gyümölcsdiéta vagy fruitarianizmus (angol: fruitarianism) egy táplálkozási rendszer, melynek jellemzője, hogy teljesen vagy főként nyers gyümölcsökből áll, esetleg diófélék és magvak egészítik ki; nélkülöz mindenfajta állati eredetű élelmiszert. A gyümölcsevő étrend a vegán táplálkozás egyik változata.
A gyümölcsdiétát különféle okokból - etikai, spirituális, vallási, környezetvédelmi, kulturális, gazdasági, egészségügyi - választják követői. Néhányan a vegán étrendet követők közül gyümölcsevőnek (fruitariánus) nevezik magukat, mivel táplálékuk legalább háromnegyed része gyümölcsökből áll.

## Nevezetes emberek

### Hirdetői
- Arnold Ehret, a gyümölcsdiéta úttörője
- Bicsérdy Béla az 1920-as években országosan népszerű életreformer volt. Tanításának egyik fő vonala a tisztán gyümölcsevővé válás volt, de ő sem tudott hosszú távon csak gyümölcsökön élni és követőinek a nyers tej, diófélék és kevés kenyér fogyasztását is megengedte.

### Követői
- Mahátma Gandhi kb. 5 éven át volt a követője.[1] Végül visszatért a vegetarianizmushoz.
- Idi Amin ugandai diktátor - élete végén[2]
- Steve Jobs, az Apple egykori elnöke - élete végén[3]

## Fordítás
- Ez a szócikk részben vagy egészben  a   Fruitarianism című angol Wikipédia-szócikk ezen változatának fordításán alapul.  Az eredeti cikk szerkesztőit annak laptörténete sorolja fel. Ez a jelzés csupán a megfogalmazás eredetét és a szerzői jogokat jelzi, nem szolgál a cikkben szereplő információk forrásmegjelöléseként.